# Liste des comtes de Lunéville
- ???-994 : Étienne de Lunéville († 995), comte de Lunéville, devient ensuite évêque de Toul

- 994-995 : Folmar III de Bliesgau (Folmar Ier de Lunéville) († 995), comte palatin de Metz et comte de Lunéville

- 995-1029 : Folmar II de Lunéville († 1029), fils du précédent
  - marié à Gerberge, fille probable de Godefroy Ier le captif, comte de Verdun et d'Oda de Metz (fille de Gérard Ier, comte royal de Metz)

- 1029-1056 : Godefroy de Lunéville († 1056), fils du précédent
  - marié à Judith

- 1056-1075 : Folmar III de Lunéville († 1075), fils du précédent
  - marié à Swanechilde

- 1075-1111 : Folmar IV de Lunéville († 1111), fils du précédent

- 1111-1145 : Folmar V de Lunéville († 1145), fils du précédent
  - marié à Mathilde, fille d'Albert Ier, comte d'Eguisheim, de Dabo et en Nordgau

- 1145-1171 : Folmar VI de Lunéville († 1171), fils du précédent
  - mort sans enfant, il lègue Lunéville à son neveu, tandis que l'évêque de Metz confie la ville à un de ses cousins maternels

- 1171-1220 : Hugues Ier de Lunéville († 1220), fils de Folmar Ier, comte de Blieskastel (appelé anciennement comté de Castres), (arrière-petit-fils de Folmar III) et de Clémence (fille de Folmar V)
  - marié à Cunégonde de Kyrbourg

- 1220-1243 : Hugues II de Lunéville († 1247), fils du précédent

Il se révolte contre Mathieu II, duc de Lorraine, et est vaincu. Il échange Lunéville contre des domaines autour de Saint-Dié et le comté de Lunéville est rattaché au duché de Lorraine.